# Coisia
Coisia ist eine Ortschaft und eine Commune déléguée in der französischen Gemeinde Thoirette-Coisia mit 175 Einwohnern (Stand: 1. Januar 2019) im Département Jura in der Region Bourgogne-Franche-Comté. 
Die Gemeinde Coisia wurde am 1. Januar 2017 mit Thoirette zur neuen Gemeinde Thoirette-Coisia zusammengeschlossen. Sie gehörte zum Arrondissement Lons-le-Saunier und zum Kanton Moirans-en-Montagne.

## Geografie

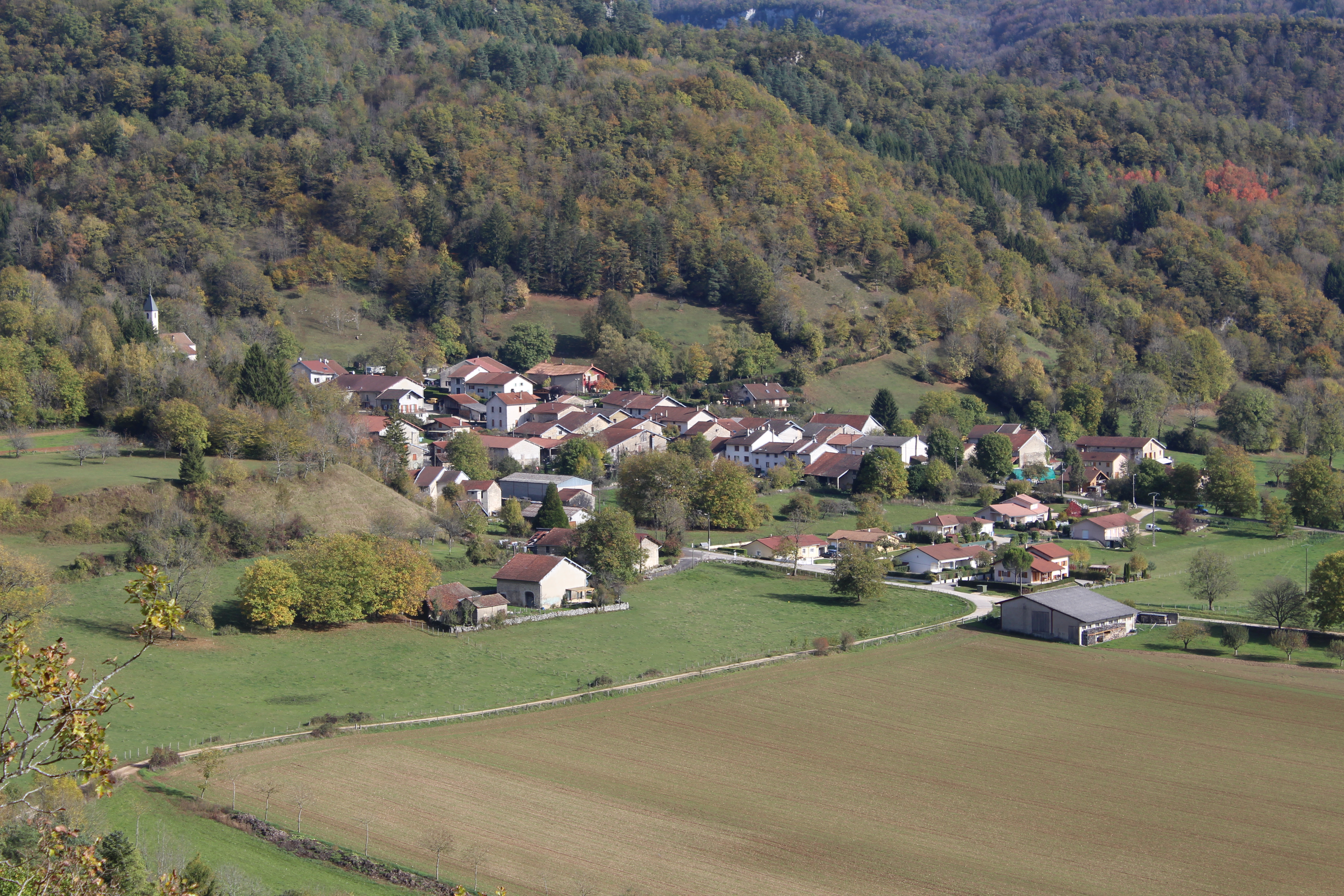
Blick auf Coisia

Coisia liegt am südwestlichen Ende sowie an der rechten Seite des Stausees Lac de Coiselet, der vom Ain durchflossen wird. 
Die Nachbargemeinden der früheren Gemeinde Coisia waren Vescles im Norden, Condes im Nordosten, Dortan und Samognat (beide im Département Ain) im Osten, Matafelon-Granges (im Département Ain) im Südosten, Thoirette im Süden, Cornod im Westen und Lavans-sur-Valouse im Nordwesten.

## Bevölkerungsentwicklung
| Jahr      | 1962 | 1968 | 1975 | 1982 | 1990 | 1999 | 2008 | 2017 |
| --------- | ---- | ---- | ---- | ---- | ---- | ---- | ---- | ---- |
| Einwohner | 89   | 67   | 83   | 80   | 103  | 122  | 148  | 201  |

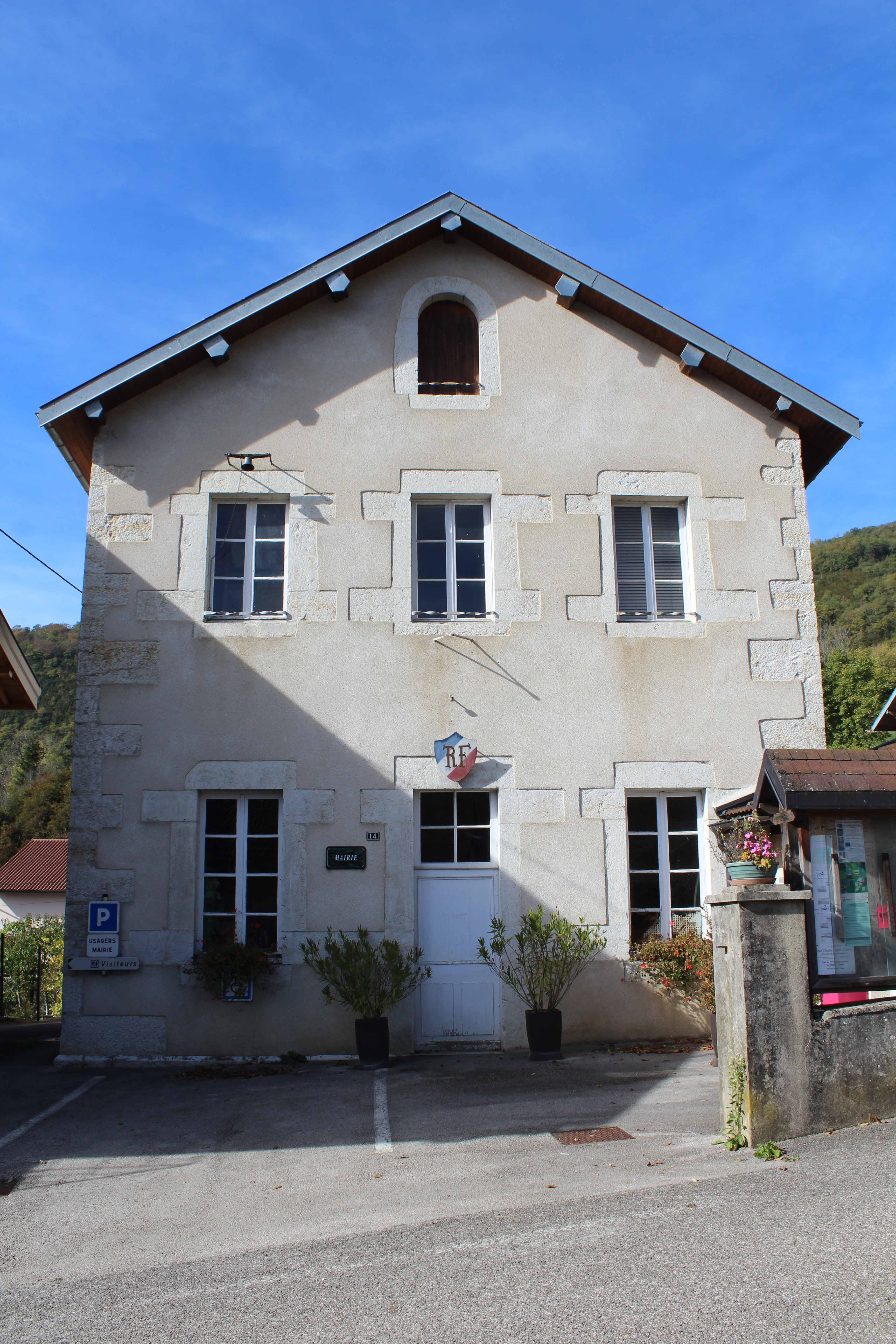
Ehemalige Mairie Coisia
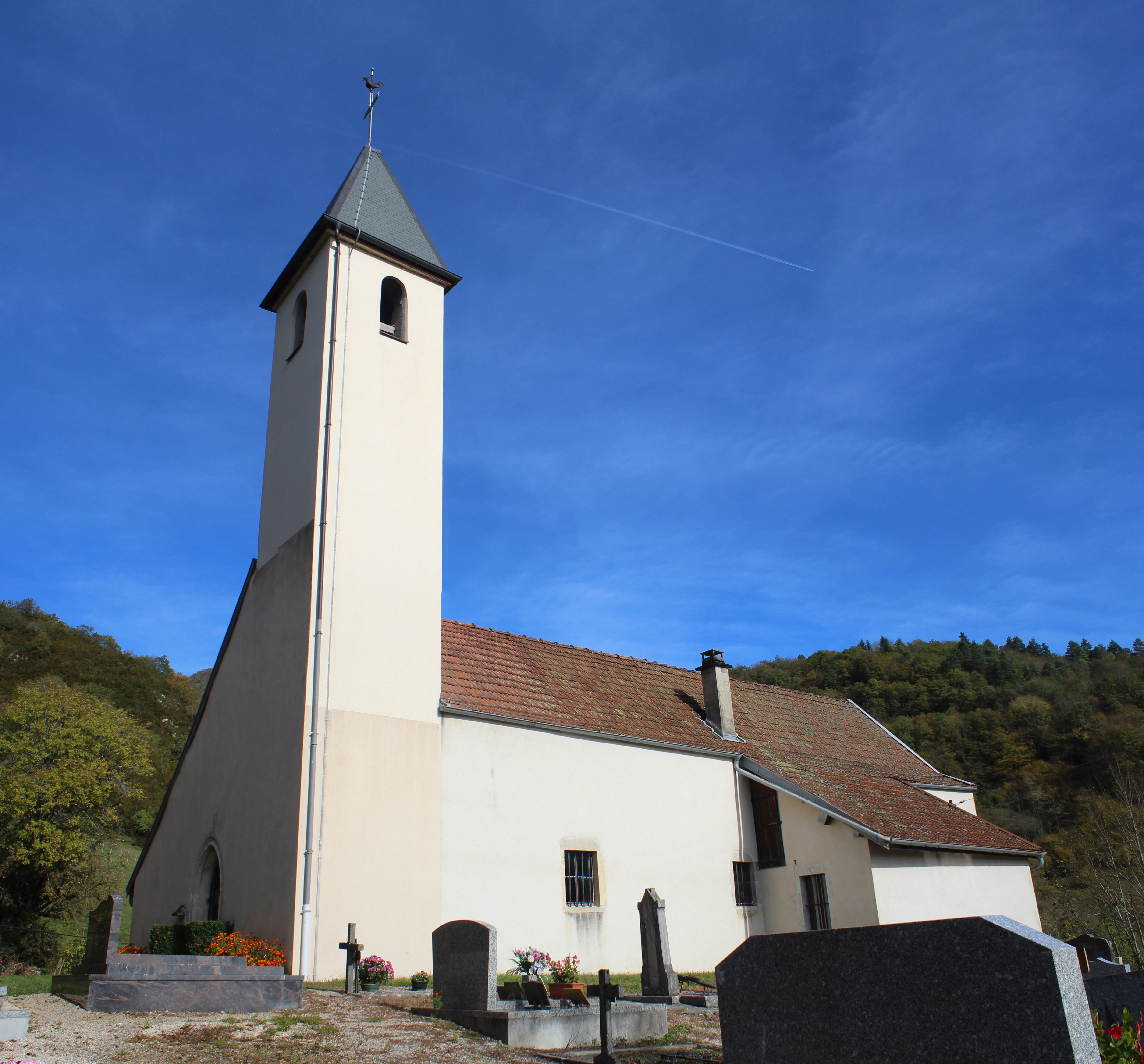
Kirche Saint-Pierre